# Anthony Lagwen
Anthony Gaspar Lagwen (ur. 5 lipca 1967 w Tlawi) – tanzański duchowny katolicki, biskup diecezjalny Mbulu od 2018.

## Życiorys
Święcenia kapłańskie otrzymał 18 października 1999 i został inkardynowany do diecezji Mbulu. Po święceniach pracował przez rok jako wikariusz w Bashay. Od 2004 był ekonomem diecezjalnym.
22 maja 2018 papież Franciszek mianował go biskupem diecezjalnym Mbulu. Sakry udzielił mu 12 sierpnia 2018 kardynał Polycarp Pengo.